# Tour of Alberta
Tour of Alberta – wyścig kolarski rozgrywany w Kanadzie w latach 2013–2017. Należał do cyklu UCI America Tour i posiadał kategorię 2.1.

## Zwycięzcy
| Rok  | Pierwsze        | Drugie           | Trzecie           |
| ---- | --------------- | ---------------- | ----------------- |
| 2013 | Rohan Dennis    | Brent Bookwalter | Damiano Caruso    |
| 2014 | Daryl Impey     | Tom Dumoulin     | Ruben Zepuntke    |
| 2015 | Bauke Mollema   | Adam Yates       | Tom-Jelte Slagter |
| 2016 | Robin Carpenter | Bauke Mollema    | Evan Huffman      |
| 2017 | Evan Huffman    | Sepp Kuss        | Alex Howes        |